# جيروم داوغرتي
جيروم داوغرتي (بالإنجليزية: Jerome Daugherty)‏ هو كاهن كاثوليكي أمريكي، ولد في 25 مارس 1849 في بالتيمور في الولايات المتحدة، وتوفي في 24 مايو 1914 في Saint Vincent's Catholic Medical Centers ‏ في الولايات المتحدة.